# Эрнст, Шандор
Шандор Эрнст (венг. Ernszt Sándor; 21 апреля 1870, Глоговец — 19 ноября 1938, Будапешт) — венгерский священник и государственный деятель.

## История
Он получил образование в Будапештском теологическом университете, в 1892 году он был посвящен в сан священника. С 1897 года был редактором народной газеты. В 1901 году он впервые стал членом парламента от Католической народной партии. В 1918 году он основал Христианскую экономическую и социальную партию. Во время Советской республики в Вене он был членом Антибольшевистского комитета. с 28 сентября 1930 года по 26 декабря 1931 года он был министром общественного благосостояния и труда в правительствах Бетлена и Дьюлы Каройи, а с 24 августа по 16 декабря 1931 года он также был министром религии и народного просвещения. Умер 19 ноября 1938 года в Будапеште.

## Сочинения
- A kamat. Bp., 1890
- A keresztény nemzeti politika egy éve. Bp., 1921
- A katolikusok és az állam. Bp., 1929
- A Katholikus Népszövetség szükségessége. Bp., 1930